# Zpravodaj SPJF
Zpravodaj SPJF byl časopis vydávaný Sdružením přátel Jaroslava Foglara v období od roku 1990 do roku 1998 (poslední 30. číslo vyšlo 30. ledna 1998). V současnosti časopis nevychází (byl sloučen s časopisem Bobří stopou). Časopis informoval především o badatelsko-sběratelské oblasti dění okolo osoby spisovatele Jaroslava Foglara a o dalších aktivitách Sdružení přátel Jaroslava Foglara. Ve Zpravodaji SPJF poprvé vyšla díla některých známých českých kreslířů, včetně komiksů.
Zpravodaji nebyl přidělen identifikátor ISSN, podávání novinových zásilek bylo povoleno Oblastní správou pošt v Brně, č. j. P/3-3822/92.